# 日産ライトトラック
日産ライトトラック株式会社（にっさんライトトラック）は、かつて存在した日産グループの企業。解散前は埼玉県さいたま市浦和区に本社を置いていた。小型トラック開発を目的として、日産自動車・日産ディーゼル工業（現・UDトラックス）で設立されたが、日産テクノ（現・日産オートモーティブテクノロジー）に合併し解散した。
日産ディーゼルはこれまで大型・中型・小型トラックの開発・生産を一貫して手がけてきたが、ボルボグループ入りに伴うグローバル展開のため大型・中型トラックの開発・生産に経営資源を集中させることになり、日産グループの小型トラックの開発を行うため当該会社が設立された。

## 沿革
- 2003年（平成15年）
  - 5月19日 - 日産自動車と日産ディーゼル工業（当時）が設立に関する基本合意を締結。
  - 10月1日 - 基本合意に基づき、日産自動車85%・日産ディーゼル工業15%の出資により、日産ライトトラック株式会社を資本金5億円で設立。設立直後、本社は埼玉県上尾市の日産ディーゼル工業本社に併設されていた。
- 2008年（平成20年）
  - 1月 - パワートレイン開発部及び生産技術部を設置。ハイブリッドカー関連の開発に着手。
  - 12月 - さいたま市大宮区のVスクエアに本社を移転。
- 2012年（平成24年）
  - 1月 - 増床のため本社機能とパワートレイン開発の一部を、さいたま市大宮区のソニックシティに移転。
  - 7月 - Vスクエアビルでセキュリティ事案が発生、一時退去し厚木市内の日産関連施設で業務を再開する。夏休み明けをもってVスクエアに復帰する。
- 2013年（平成25年）3月 - Vスクエアを閉所し、さいたま市大宮区のソニックシティ、大宮三谷ビル、大宮OSビル、及びさいたま市北区のカルソニックカンセイ（現・マレリ）敷地内に開発部隊を分散する。
- 2014年（平成26年）
  - 6月 - 設計・管理機能を集約する形でさいたま市浦和区の浦和テクノシティビルに本社を移転。
  - 9月 - 初代社長のアンディ・パーマーが日産自動車の役員を退任し、他社に転職。
- 2015年（平成27年）3月 - 日産自動車の100％子会社となる。
- 2017年（平成29年）
  - 4月 - 二代目社長のフィリップ・ゲランブトーが日産自動車の役員を退任し、ルノーに帰任。
  - 10月1日 - 株式会社日産テクノに合併し解散。社員はすべて厚木地区内の日産テクノ社屋及び日産テクニカルセンターへと配置転換。

## 事業内容
積載量1tから2tクラスの小型トラック、ドライブトレイン及びその部品の開発

## 開発
- アトラス /キャブスターF24

バルセロナの日産のエンジニアリング部門と協力して開発した新LDTプラットフォーム。キャブスターは2018年に生産を終了し、キャブオーバートラック市場から撤退している。
日本国内向けアトラスについても、日産ライトトラック消滅により次期型の開発を担当する部署がなくなったため、法規適合（平成28年/30年排ガス規制への適合）を行わず、継続生産車の猶予期間である2019年8月（ディーゼル車）、2021年6月（ガソリン車）をもって生産を終了、いすゞ自動車からのOEM供給に変更した。
- 日産・NP300ナバラ

日本市場でかつて販売されていたピックアップトラック・ダットサントラック直系の後継車。日本未発売。
- 日産・NT500

F24型アトラスの上位クラスとなるトラックモデル。
スペイン生産だが、開発・部品調達をグローバルで行い日産・ルノー両ブランドで販売されるグローバルモデル。日本未発売。2016年末で生産終了。

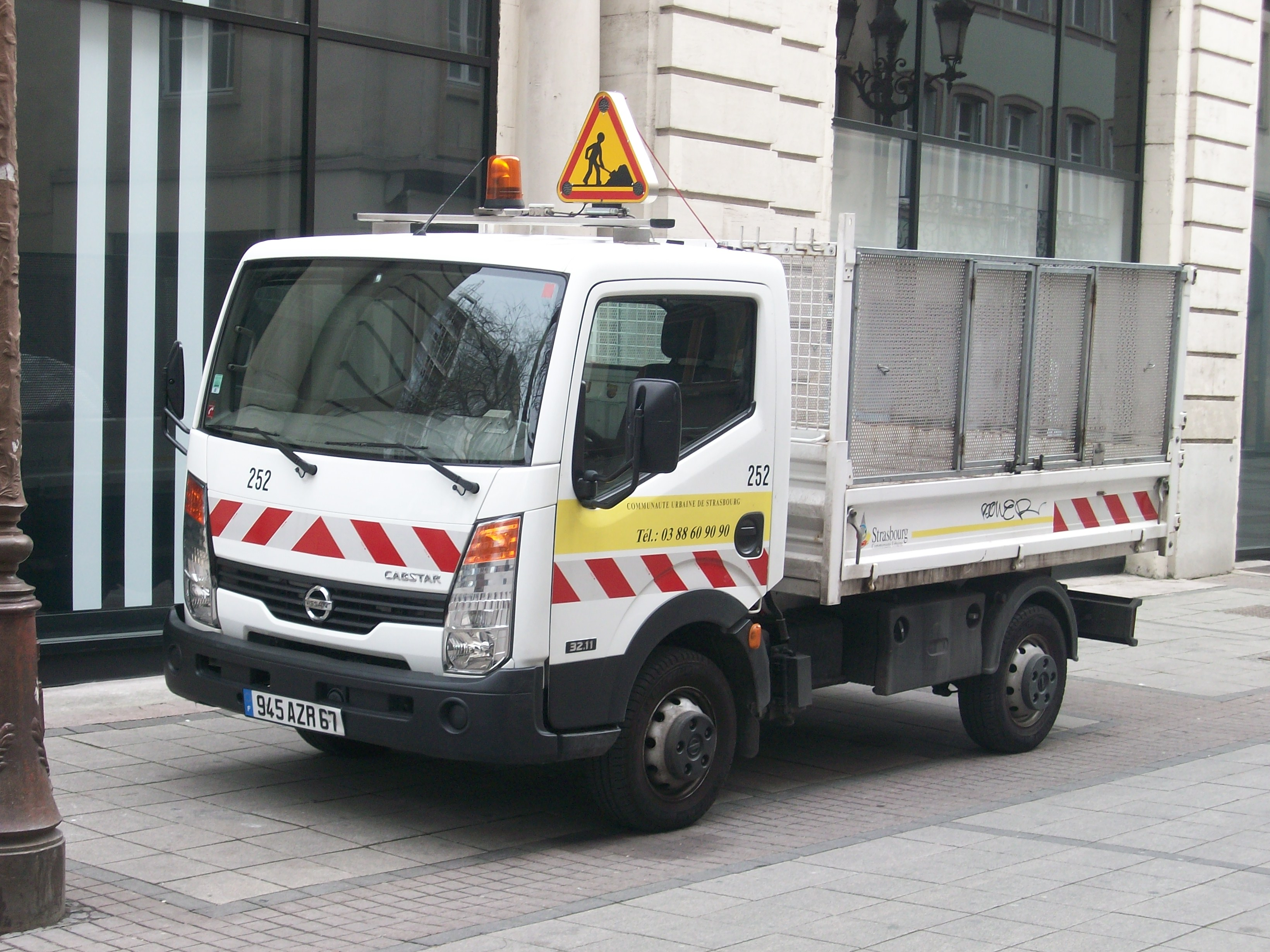
日産アトラス/日産NT400 キャブスター(F24)
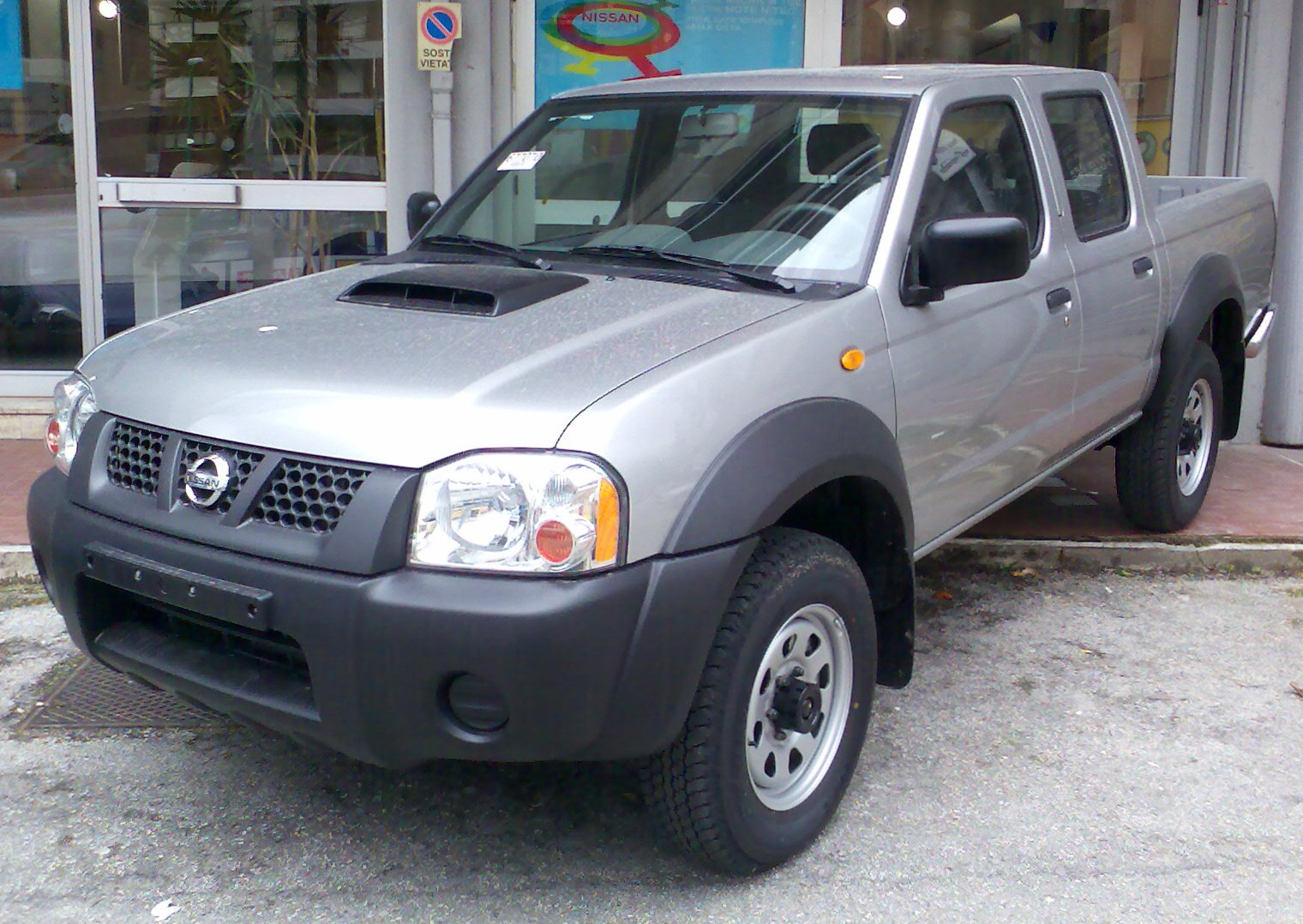
日産NP300 ナバラ
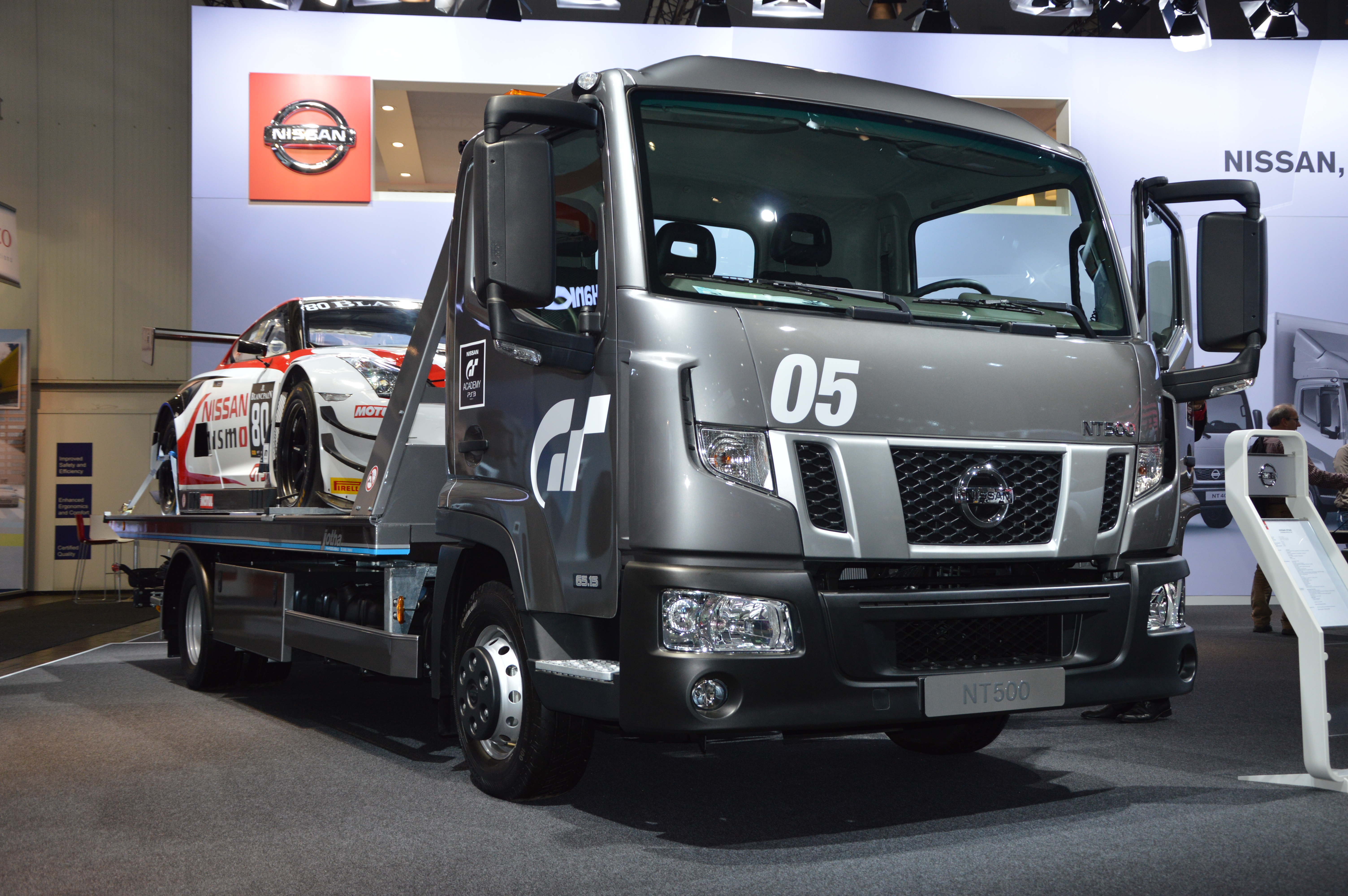
日産NT500